# ゴリアテ

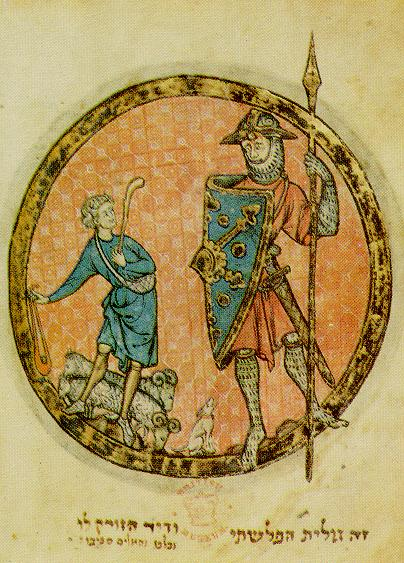
13世紀に描かれたダビデとゴリアテの絵

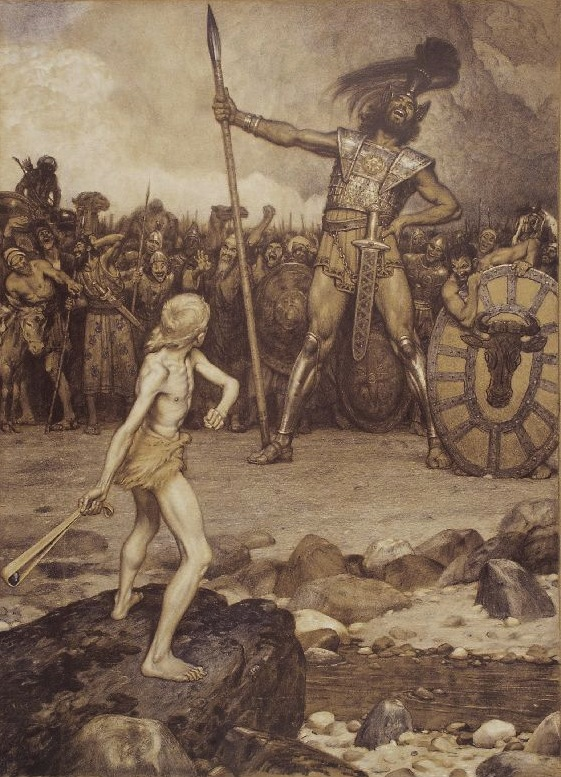
ダビデと対峙するゴリアテ

ゴリアテ（ヘブライ語: גָּלְיָת、Golyat）は、旧約聖書の「サムエル記」に登場するペリシテ人の巨人兵士。日本語訳聖書では、ゴリアテの他にゴリアト、ゴリヤテの表記がある。英語発音でゴライアス（Goliath）とも呼ばれる。
ガテ出身で身長は6キュビト半（約2.9メートル）、青銅の兜をかぶり、身にまとっていた小札かたびら（鎧）は5000シェケル（約57キログラム）、脚には同じく青銅の脛当を着け、肩には青銅の投げ槍を背負い、手に持つ槍の鉄の刃は600シェケル（約6.8キログラム）あったという。
サウル王治下のイスラエル王国の兵士と対峙し彼らの神であるヤハウェを嘲ったが、羊飼いの少年であったダビデの、投石器から放った石を額に受けて昏倒し、自らの剣で首を刎ねられ絶命した。

## 概要
ダビデとゴリアテの戦いは「第一サムエル記」第17章に記されている。ペリシテ軍はエフェス・ダミムに陣を敷き、イスラエル軍はエルサレムの南西にあるエラの谷に陣を敷き対峙した。ペリシテ陣営からゴリアテという巨漢の戦士が現れると「勇者を一人出して一騎討ちで決着をつけようではないか。もしお前たちが勝てばペリシテはお前たちの奴隷となる。ただし俺が勝てばお前たちはペリシテの奴隷となれ」と40日間、朝と夕の2回にわたってイスラエル兵たちを辱めた。しかしイスラエル兵はゴリアテに恐れをなし、戦いを挑もうとする者はいなかった。
羊飼いのダビデは、イスラエル軍に参加していた兄に食料を送り届けるために陣営を訪れていたが、この話を聞くと憤り、イスラエル軍を率いていたサウルにゴリアテの退治を申し出た。サウルは初めは難色を示したが、他に手段がなかったため、ダビデの出陣を許可した。サウルは自分の鎧と剣をダビデに与えたが、ダビデは「慣れていないので歩くこともできないから」とそれらを身に着けず、羊飼いの武器である杖と、投石器と、川で拾った滑らかな5個の石という軽装でゴリアテに挑んだ。
ゴリアテは「さあ来い。おまえの肉を空の鳥や野の獣にくれてやろう」と嘲ったが、ダビデは「お前は剣と槍を頼りに戦うが、私はお前がなぶったイスラエルの戦列の神、万軍の主の名を頼りに戦う。戦いは剣と槍の力で決するものではないことを人々は知ることになるだろう。これはイスラエルの神の戦いである」と返答した。これを聞いたゴリアテはダビデに突進した。ダビデは袋の中から1個の石を取り出し投石器で勢いよく放つと、石はゴリアテの額に命中し、うつ伏せに倒れた。ダビデは剣を所持していなかったため、昏倒したゴリアテに近寄って剣を奪い、首をはねて止めを刺した。
ペリシテ軍はゴリアテの予想外の敗退により総崩れとなり、イスラエル軍はダビデの勝利に歓喜の声をあげた。イスラエル軍は敗走するペリシテ軍を追って、ガテやエクロンまで追撃して勝利を収めた。この戦いによりダビデの名声は広まり、サウルの側近として仕えるようになった。
なお、聖書の記述で、ゴリアテを殺したのは、ダビデである（サムエル記上17章50節）とする他、エルハナンが殺した（サムエル記下21章19節）とする箇所がある。歴代誌でも同様の記述があり、ゴリアテの兄弟のラフミ（ラーミ）が殺されたと記述されるが、欽定訳聖書に翻訳されたときに矛盾を解消するため付け加えられたとも言われている。
サムエル記に描かれた戦いでは他にイシビベノブ、シパイ、多指症の人物（本名不詳）の3人の巨人が登場し、ゴリアテと共に巨人の子孫とされる。イシビベノブは重さ300シェケルの青銅の槍を持っていた。

## 喩え
ゴリアテは他より大型な生物の種小名や乗り物など、巨大さの象徴としてこの名が使われている。
聖書の故事にちなんで、弱者が強者を打ち負かす喩え（ジャイアント・キリング）としても使われる。